# Требишов (район)
Район Требишов (словац. Okres Trebišov) — район Словакии. Находится в Кошицком крае. Граничит с Венгрией и Украиной.

## Население
| Год:                | 1994    | 2004    | 2014    | 2024    |
| ------------------- | ------- | ------- | ------- | ------- |
| Количество человек: | 101 369 | 104 460 | 105 995 | 102 907 |
| Разница:            |         | +3,04 % | +1,46 % | −2,91 % |

### Статистические данные (2001)
Национальный состав:
- Словаки — 64,8 %
- Венгры — 29,3 %
- Цыгане — 4,4 %

Конфессиональный состав:
- Католики — 50,6 %
- Грекокатолики — 22,9 %
- Реформаты — 14,5 %
- Свидетели Иеговы — 1,9 %
- Православные — 1,3 %
- Лютеране — 0,8 %

## Интересно
Семь деревень района принадлежат к Токайскому винодельческому региону. Это:
- Бара
- Виничка
- Велька Трня
- Мала Трня
- Словенске Нове Место
- Чергов
- Чернохов